# Boston City FC
El Boston City FC es un equipo de fútbol de Estados Unidos que juega en la USL League Two, la cuarta división nacional.

## Historia
Fue fundado el 1 de abril de 2015 en la ciudad de Revere, Massachusetts por Renato Valentim y Palhinha. El equipo participó por primera vez en 2016 donde terminó en segundo lugar de la NPSL Northeast Atlantic Conference.
Con los resultados de su temporada inaugural, el City clasificó a la U.S. Open Cup de 2017 vía clasificación. En la primera ronda venció al equipo de la USL PDL Western Mass Pioneers en penales. En la segunda ronda perdieron 1-2 en casa de los GPS Omens de la BSSL.
A inicios de 2018 la organización anunció la creación de un segundo equipo que jugaría en la Bay State Soccer League, liga completamente aficionada afiliada a la Region I de la United States Adult Soccer Association. Ese equipo inicialmente se llamó Boston City FC Under 20s y más tarde Boston City FC II, compitiendo en la Division 3 North en 2018 y 2019. El segundo equipo entró a la ronda clasificatoria de la U.S. Open Cup a finales de 2018, avanzando hasta la segunda ronda donde fueron eliminados por el Safira FC.
Luego de no jugar en 2020 por la pandemia de COVID-19, el Boston City FC regresó en 2021 con Gabriel De Souza como entrenador, finalizando en quinto lugar de la NPSL North Atlantic Conference con récord de 3-6-1.
El Boston City FC se mudó a la USL League Two el 24 de enero de 2022.

## Temporadas en la NPSL
| Año  | Liga | Temporada Regular                               | Playoffs                                        | U.S. Open Cup                                   |                                                 |
| ---- | ---- | ----------------------------------------------- | ----------------------------------------------- | ----------------------------------------------- | ----------------------------------------------- |
| 2016 | NPSL | 2.º, Atlantic Conference                        | Primera Ronda Regional                          | Inelegible                                      |                                                 |
| 2017 | NPSL | 2.º, Atlantic White Conference                  | Semifinal de Conferencia                        | Segunda Ronda                                   |                                                 |
| 2018 | NPSL | 9.º, North Atlantic Conference                  | No clasificó                                    | No clasificó                                    |                                                 |
| 2019 | NPSL | 7.º, North Atlantic Conference                  | No clasificó                                    | No clasificó                                    |                                                 |
| 2020 | NPSL | Temporada cancelada por la pandemia de Covid-19 | Temporada cancelada por la pandemia de Covid-19 | Temporada cancelada por la pandemia de Covid-19 | Temporada cancelada por la pandemia de Covid-19 |
| 2021 | NPSL | 5.º, North Atlantic Conference                  | No clasificó                                    | No clasificó                                    |                                                 |